# Герой Донецкой Народной Республики
Геро́й Доне́цкой Наро́дной Респу́блики — государственная награда подконтрольной России Донецкой Народной Республики. С 30 сентября 2022 года является высшей региональной наградой субъекта Российской Федерации — Донецкой Народной Республики.

## История
Звание «Герой Донецкой Народной Республики» и связанная с ним Медаль «Золотая звезда Героя» согласно заявлению заместителя министра обороны ДНР С. Н. Петровского, учреждены 3 октября 2014 года. Является высшей наградой ДНР, изготавливается из золота.

## Описание
Медаль «Золотая звезда Героя» представляет собой пятиконечную звезду из золота (21,5 грамм). На гладкой поверхности оборотной стороны присутствует надпись «Герой ДНР», выше — номер медали. При помощи позолоченных ушка и кольца медаль соединяется с позолоченной металлической колодкой. Колодка медали — прямоугольная металлическая пластина с рамками в верхней и нижней частях в ткани цветами (чёрный, синий и красный) флага Донецкой Народной Республики.

## Награждённые
Список в алфавитном порядке:
1. Авидзба, Ахра Русланович — 20 февраля 2015, позывной «Абхаз», командир интернациональной бригады «Пятнашка»[3]
2. Алфёров, Николай Николаевич† — 5 июня 2015 (посмертно), командир взвода 2-го отб НМ ДНР
3. Артеменко, Сергей Сергеевич — Указ Главы ДНР № 439 от 27 июня 2016 г., позывной «Кот»
4. Байцаев, Эдуард Ильич† — 20 марта 2025 (посмертно), позывной «Граф», заместитель командира роты 60-й ошбр «Ветераны»[4]
5. Баксиков, Расим Рашидович (танк Алеша) — 6 августа 2023
6. Балакай, Иван Андреевич† — май 2023 (посмертно), позывной «Грек», командир батальона 11-го гв. омсп[5]
7. Башкатов, Алексей Иванович† — 2023 (посмертно), позывной «Тезис»[6], подполковник, командир батальона 1-й гв. омсбр
8. Береза, Олег Владимирович — Указ Главы ДНР № 292 от 16 июля 2015 г., Золотая Звезда № 18, Министр внутренних дел ДНР (2014—2015)
9. Бибилов, Анатолий Ильич — февраль 2024, позывной «Сармат», генерал-лейтенант, заместитель командующего Добровольческим штурмовым корпусом[7]
10. Бородай, Александр Юрьевич — 4 октября 2014, Золотая Звезда № 02, Председатель правительства Донецкой Народной Республики (2014)
11. Быбко, Валерий Александрович (экипаж Быбко) — Указ Главы ДНР № 168 от 5 мая 2015, младший сержант, командир танкового экипажа танка Т-72 батальона «Оплот»[8]
12. Вахидов, Евгений Зарифович — 5 мая 2015
13. Воробьёв, Роман Александрович[9] — 8 мая 2022, позывной «Воробей», капитан, командир роты гв. ошб «Сомали»[10]
14. Великородный, Сергей Николаевич — Указ Главы ДНР № 438 от 24 ноября 2015 г.[11], Золотая Звезда № 24, позывной «Кэп», Заместитель министра обороны ДНР (2015).
15. Гарбарь, Владислав Дмитриевич† — 6 августа 2022 (посмертно), младший сержант, наводчик-оператор БМП-2 3-й гв. омсбр[12]
16. Гоголев, Александр Викторович† — 2023 (посмертно), позывной «Восток», прапорщик, командир разведывательного взвода 40-й гв. обрмп[13]
17. Гордиенко, Тарас Иванович† — 13 апреля 2022 (посмертно), позывной «Клуни», лейтенант, командир разведывательного взвода гв. ошб «Сомали»
18. Гришин, Олег Григорьевич† — 10 сентября 2015 (посмертно), позывной «Медведь», стрелок батальона «Восток»[14][15]
19. Григорьев, Егор Андреевич† — 16 февраля 2024 (посмертно), позывной «Джида», старший лейтенант, командир десантно-штурмовой роты 40-й гв. обрмп[16]
20. Губченко, Николай — 31 октября 2022, командир взвода миномётчиков гв. ошб «Сомали»
21. Гусаков, Евгений Евгеньевич† — 14 июня 2022 (посмертно), капитан, командир танка 3-й гв. омсбр
22. Джумурат, Денис Олегович† — 8 мая 2022 (посмертно), позывной «Джума», старший лейтенант, командир взвода гв. ошб «Сомали»[17]
23. Дикий, Алексей Александрович — 21 февраля 2015 г., Золотая Звезда № 10, Министр внутренних дел ДНР (2015—2022)
24. Дикий, Евгений Дмитриевич — сентябрь 2017, лейтенант, командир стрелковой роты 100-й гв. омсбр[18]
25. Донченко, Евгений Николаевич — 8 мая 2022, позывной «Инжектор», рядовой, механик-водитель танка Т-72.
26. Евдокимов, Василий Викторович — 21 февраля 2015, командующий Центром специальных операций МГБ ДНР
27. Егоров, Дмитрий Николаевич†— 21 ноября 2023 (посмертно), позывной «Сунтар», рядовой, стрелок 155-й гв. обрмп[19]
28. Елизаров, Антон Олегович — 2022, позывной «Лотос», командир отряда ЧВК «Вагнер»
29. Ефремов, Сергей Викторович† — 2023, позывной «Кубинец», полковник, командир добровольческого отряда «Тигр»[20]
30. Жога, Артём Владимирович — 2023, позывной «Колыма», полковник, командир орб «Спарта».
31. Жога, Владимир Артёмович† — 5 марта 2022 года (посмертно), позывной «Воха», полковник, командир орб «Спарта».[21]
32. Жук, Геннадий Иванович — Указ Главы ДНР № 11 от 16 января 2015, Золотая Звезда № 004, позывной «Жужа»
33. Зайцев, Андрей Викторович (экипаж Быбко) —  Указ Главы ДНР № 168 от 5 мая 2015, позывной «Зверь», наводчик танка Т-72 батальона «Оплот»[8]
34. Захарченко, Александр Владимирович† — 20 февраля 2015, Глава ДНР и Главнокомандующий НМ ДНР[22]
35. Захарчук, Виталий Анатольевич† — 20 февраля 2015 (посмертно), ефрейтор, механик-водитель танка Т-72 1-й гв. омсбр[2][23]
36. Иванов, Илья — 2023, позывной «Боцман», подполковник, заместитель командира 5-й гв. омсбр
37. Калита, Сергей Владимирович† — 6 августа 2022 (посмертно), майор отдельного зенитного ракетного дивизиона НМ ДНР[12]
38. Качура, Ольга Сергеевна† — 3 августа 2022 (посмертно), позывной «Корса», полковник, командир реактивного артиллерийского дивизиона 3-й гв. омсбр.[24]
39. Кобзон, Иосиф Давыдович† — 29 августа 2015[25][26]
40. Кадыров, Рамзан Ахматович — 3 октября 2022, генерал-полковник[27]
41. Ковтонюк, Александр Григорьевич† — 20 июля 2018 (посмертно), позывной «Рекс»
42. Кондратов, Иван Александрович — Указ Главы ДНР № 248 от 12 июня 2015, Золотая Звезда № 019, позывной «Русский», генерал-майор, командир Республиканской гвардии ДНР[22][28][29]
43. Кононов, Владимир Петрович — 3 октября 2014, Золотая Звезда № 01, Министр обороны ДНР (2014)
44. Костенко, Константин Александрович† — 8 июля 2015 (посмертно), позывной «Костыль», майор, начальник корпусной разведки НМ ДНР
45. Кострубицкий, Алексей Александрович — 15 июля 2022, генерал-лейтенант внутренней службы, глава МЧС ДНР[30]
46. Коржавин, Николай Михайлович — 28 августа 2015[8]
47. Крупин, Алексей Павлович† — 24 августа 2015 (посмертно)[8]
48. Курилкин, Тимур Викторович — 3 апреля 2022, позывной «Байкот», подполковник, командир гв. ошб «Сомали»[31]
49. Курбанов, Руслан Маркизович — 26 апреля 2023, позывной «Арес», капитан, командир танковой роты 40-й гв. обрмп[32]
50. Кузьменков, Игорь Анатольевич — 6 августа 2023, командир 127-й мсд
51. Кузьмин, Константин Александрович — 8 ноября 2023, позывной «Шахтёр», полковник, командир 3-го обто «Им. 383-й дивизии»
52. Курчавов, Сергей Германович — 18 октября 2022
53. Леваков, Александр Сергеевич (танк Алеша) — август 2023
54. Лысенков, Дмитрий Александрович† — 14 июня 2022 (посмертно), позывной «Кэп», капитан, командир танкового взвода
55. Мазаев, Руслан Михайлович — 14 сентябрь 2015[8]
56. Мамиев, Олег Анатольевич† — май 2018 (посмертно), позывной «Мамай», командир батальона бригады «Пятнашка»[33]
57. Машкин, Сергей Александрович† — 16 марта 2022 (посмертно), позывной «Людоед», капитан, командир разведывательной роты 11-го гв. омсп[3]
58. Мироненко, Сергей — 8 ноября 2023, командир танкового взвода[34]
59. Мишарин, Максим Александрович† — 29 июля 2022 (посмертно), капитан 5-й гв. омсбр[35]
60. Мороз, Александр Анатольевич† — Указ Главы ДНР от 6 сентября 2017 (посмертно), позывной «Князь», старший лейтенант, командир стрелковой роты 100-й гв. омсбр[36]
61. Мурзабаев, Замир Манайдарович — 26 апреля 2023, лейтенант, стрелок штурмового отряда Тихоокеанского флота[37]
62. Нагин, Алексей Юрьевич† — 24 сентября 2022 (посмертно), позывной «Терек», командир отряда ЧВК «Вагнер»
63. Николюк, Андрей Игоревич — 31 октября 2022, позывной «Зять», подполковник, заместитель командира гв. ошб «Сомали»[38]
64. Немогай, Александр Сергеевич — 25 февраля 2016, позывной «Алекс», генерал-майор, командир отдельной артиллерийской бригады «Кальмиус»[39]
65. Неустроев, Алексей Михайлович (танк Алёша) — 6 августа 2023
66. Нырков, Роман Викторович† — 5 июня 2015, лейтенант, командир взвода 2-го отб НМ ДНР[40]
67. Нягин, Егор Алексеевич† — 8 мая 2024, позывной «Внук», рядовой, снайпер штурмовой группы[41]
68. Павлов, Арсен Сергеевич† — 21 февраля 2015, позывной «Моторола», командир батальона «Спарта»
69. Палящий, Александр Борисович — май 2023, позывной «Чепца», командир артиллерийской группы ЧВК «Вагнер»
70. Осипов, Евгений Игоревич† — февраль 2023 (посмертно), майор, лётчик-штурмовик самолёта Су-25[42]
71. Панфилова, Екатерина Владимировна — 23 ноября 2016[43], позывной «Лиса», командир взвода медицинской службы НМ ДНР
72. Попов, Владимир Владимирович† — 7 января 2024 (посмертно), позывной «Кедр», полковник, командир добровольческого батальона «Терек»[44]
73. Пинчук, Андрей Юрьевич — Указ Главы ДНР № 291 от 16 июля 2015 года[45], Золотая Звезда № 17, Министр государственной безопасности ДНР (2014—2015)
74. Пригожин, Евгений Викторович — 2022, позывной «Первый», руководитель ЧВК «Вагнер»
75. Ракуленко, Сергей Александрович (экипаж Быбко) —  Указ Главы ДНР № 168 от 5 мая 2015, механик-водитель танка Т-72 батальона «Оплот»[8]
76. Рзянин, Игорь Михайлович — 2022, позывной «Цыган», сержант, командир штурмовой группы гв. ошб «Сомали»
77. Саблин, Дмитрий Вадимович — 2 марта 2024[46]
78. Самолётов, Игорь† — 26 августа 2022 (посмертно), позывной «Кот», гвардии младший сержант, стрелок гв. ошб «Сомали»[47]
79. Сееднов, Роман Денисович†— 2025 год, позывной «Чечен», сержант группы штурмовиков 109-го стрелкового полка (ДНР)
80. Смирнов, Евгений Михайлович† — Указ Главы ДНР № 223 от 27 июня 2023 года, позывной «Ермак», командир роты добровольческого батальона «Терек»[48]
81. Снопок, Вадим Алексеевич — 7 ноября 2015[8]
82. Соловьёв, Владимир Рудольфович — 23 октября 2023
83. Солодкий, Александр Владимирович† — 26 августа 2022 (посмертно), позывной «Снайпер», капитан, командир взвода гв. ошб «Сомали»[49]
84. Стрелков, Игорь Иванович — 4 октября 2014[50] (сам Стрелков опровергает факт награждения)[51], Золотая Звезда № 03, Министр обороны ДНР (2014)
85. Темирханов, Ярамир Буйнаталиевич — май 2024, подполковник, заместитель командира мотострелкового полка ВС РФ[52]
86. Тимофеев, Александр Юрьевич — 12 мая 2017, начальник штаба батальона «Оплот»
87. Толстых, Михаил Сергеевич† — 21 февраля 2015, позывной «Гиви», командир ошб «Сомали»
88. Торохов, Роман Сергеевич† — март 2023, позывной «Урал», полковник, командир 114-й гв. омсбр[53]
89. Трошин, Александр Константинович — 29 июля 2022, позывной «Узник», старший лейтенант, командир батальона 5-й гв. омсбр[35]
90. Фриганов, Павел Эдуардович — 28 июля 2015[8]
91. Фролов, Владимир Петрович† — март 2024 (посмертно), генерал-майор, заместитель командующего 8-й ОА[54]
92. Фурсов, Виктор Викторович† — 2023 (посмертно), подполковник, командир мотострелкового батальона 18-й пулад[55]
93. Халиков, Равиль Закариевич — 11 октября 2017, Генеральный прокурор ДНР[56]
94. Ходин, Иван Иванович† — 20 марта 2025 (посмертно), офицер 60-й ошбр «Ветераны»[4]
95. Чудник, Сергей Юрьевич† — 20 марта 2022 (посмертно), позывной «Штурман», старший лейтенант, командир танкового взвода гв. ошб «Сомали»
96. Шундиков, Денис Александрович — 2025 год, позывной «Малыш», командир 80-го орб «Спарта» [57]
97. Якубов, Ярослав Наильевич — 2024 год, позывной «Ярый», майор, командир группы тяжёлых снайперов 155-й гв. обрмп
98. Головин, Святослав Николаевич — 2025 год, позывной  «Хохотушка», младший лейтенант, командир отряда штурмовиков ЧВК «Вагнер», бывший полицейский Кривого Рога (2014-2023)

Населённые пункты:
1. город Донецк — 22 августа 2017[58].

По состоянию на 23 февраля 2023 года было произведено не менее 94 награждений. Среди награждённых две женщины: первая, и долгое время единственная, Екатерина Панфилова, а также награждённая в 2022 году посмертно Ольга Качура.
- Награды Донецкой Народной Республики
- Герой Луганской Народной Республики